# Jean Lacassagne
Pour les articles homonymes, voir Lacassagne.
Jean Lacassagne, né le 2 janvier 1886 à Lyon et mort en janvier 1960 à Lyon, est un médecin, dermato-vénérologue et historien de la médecine français.

## Biographie

### Famille
Jean Lacassagne est le fils d'Alexandre Lacassagne, le frère d'Antoine Lacassagne, le petit-fils de Joseph Rollet, et le beau-frère d'Albert Policard.

### Carrière
Il devient médecin en 1911. Il est médecin auxiliaire d'un régiment pendant la Première Guerre mondiale. Il cofonde l'Association républicaine pour favoriser les études médicales.
Il est connu pour avoir été médecin des prisons s'intéressant particulièrement aux tatouages des détenus. Il s'intéresse particulièrement aux aspects psychologiques et à la mémoire du détenu. Il rencontre notamment l'assassin Louis Rambert avec qui il noue une relation de confiance.
En 1933, il fonde la section lyonnaise de la Société d’histoire de la médecine. En 1934, il est élu président de l'Association des Amis du musée Gadagne et occupe cette fonction jusqu'à son décès en 1960.
Comme son père et son grand-père Joseph Rollet, il est enterré à Beynost.

### Décoration
- Chevalier de la Légion d'honneur[5]

## Œuvres
- Étude sur la Pédiculose du corps aux armées prophylaxie et traitement, Lyon, Rey, 1916
- Les Expressions populaires, le langage familier et l’argot en dermato-vénéréologie, Lyon, Legendre, 1922
- L'Argot du milieu, Paris, Albin Michel, 1928 Rééditions de 1935 et 1948 avec Pierre Devaux
- Histoire de l’Internat des hôpitaux de Lyon : 1520-1900, Lyon, M.Audin, 1930
- Les Premiers Documents concernant la syphilis à Lyon, Lyon, Imprimerie A. Rey, 1936
- « À Lyon avec les filles » dans Albums du crocodile, Lyon, Le crocodile, décembre 1937
- « L’art en prison : dessins de criminels » dans Albums du Crocodile, février 1939
- Hygiène sexuelle, Paris, Doin, 1948.
- « Maupassant et son mal » dans Reflets, n° spécial de Noël, décembre 1952

## Hommage

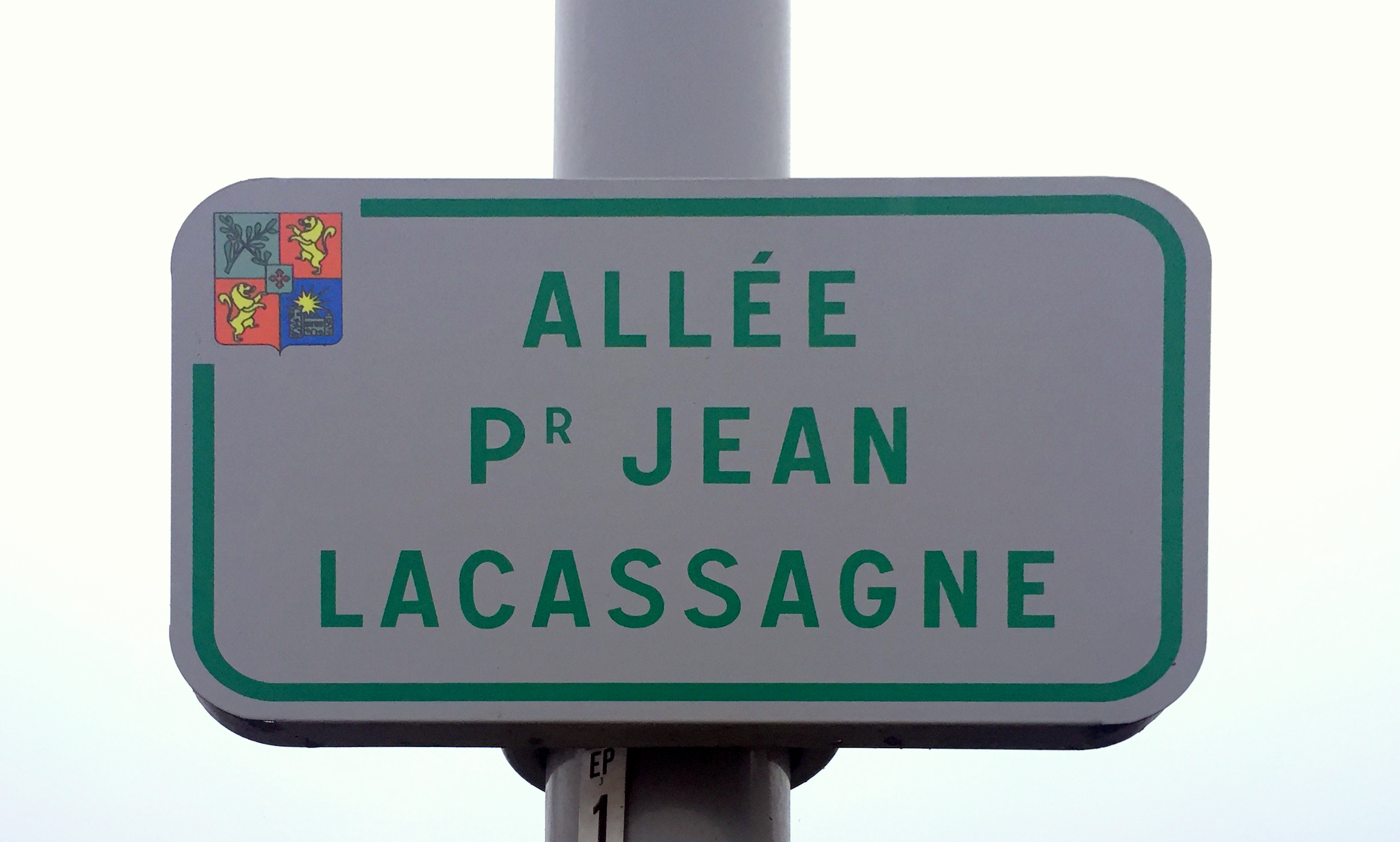
Plaque à Beynost.

- Une allée porte son nom à Beynost[3].